# Saint-Jean-d'Elle
Saint-Jean-d'Elle é uma comuna francesa na região administrativa da Normandia, no departamento da Mancha. Estende-se por uma área de 33.72 km². Em 2010 a comuna tinha 2 534 habitantes (densidade: 75,1 hab./km²).
Foi criada em 1 de janeiro de 2016, a partir da fusão das antigas comunas de Notre-Dame-d'Elle, Précorbin, Rouxeville, Saint-Jean-des-Baisants (sede da comuna) e Vidouville.